# Accident ou incident aérien impliquant un Airbus A320

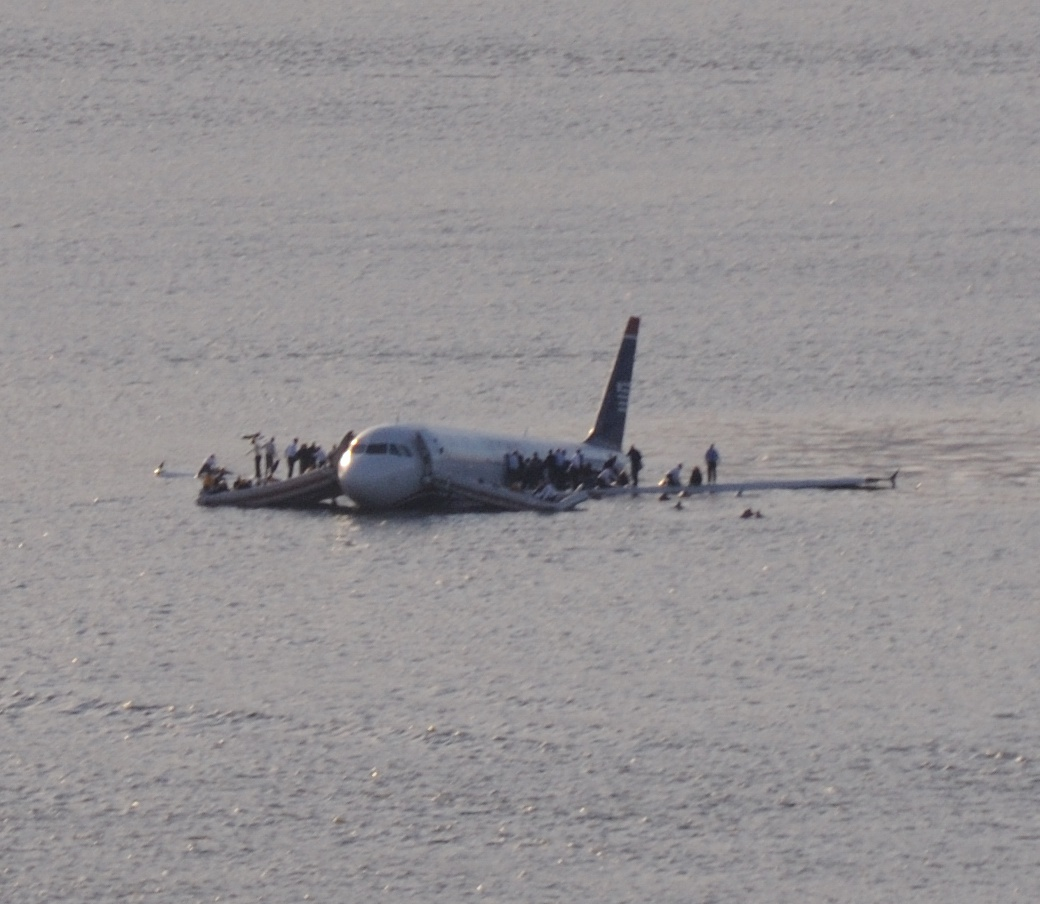
L'Airbus A320 opérant le vol US Airways 1549, ayant amerri sur le fleuve Hudson le 15 janvier 2009.

Le tableau ci-dessous présente les accidents ou incidents graves dans lesquels ont été impliqués les appareils de la gamme Airbus A320 (A318, A319, A320 et A321, toutes versions confondues). Certains actes de piraterie aérienne ou de terrorisme ayant entraîné des dommages à l'appareil sont également relevés. 
Le bilan en vies humaines est indiqué de la façon suivante : nombre total de tués / nombre total d'occupants + tués au sol.
Il est à noter que cette liste est non exhaustive.

## Liste des accidents et incidents
| Date              | Modèle          | Identité | n°    | Opérateur                       | Bilan                     | Lieu                                         | Circonstances |
| ----------------- | --------------- | -------- | ----- | ------------------------------- | ------------------------- | -------------------------------------------- | --- |
| 26 juin 1988      | A320-111        | F-GFKC   | 009   | Air France                      | 3/136                     | Habsheim                                     | Baptisé "Ville d'Amsterdam", l'appareil du vol Air France 296 qui totalise 22 heures de vol effectue une présentation publique au-dessus du terrain de Mulhouse-Habsheim. Arrivant trop bas à faible vitesse et angle d'attaque maximum, il ne parvient pas à remettre les gaz à temps et s'écrase dans les arbres situés à l'extrémité de la piste. Trois personnes décèdent et 30 sont gravement blessées. L'enquête conclut à une erreur de pilotage. |
| 5 décembre 1989   | A320-211        | F-GHQB   | 036   | Air Inter                       | 0/142                     | Lille-Lesquin                                | Par temps de brouillard, l'appareil se pose sur le toit du Mooney M20K PH-WJO qui a pénétré sur la piste active. Train avant arraché, l'Airbus se pose sur le nez et ses passagers sont évacués. L'appareil sera réparé.[réf. souhaitée] |
| 14 février 1990   | A320-231        | VT-EPN   | 079   | Indian Airlines                 | 92/146                    | Bangalore                                    | Le vol 605 venant de Bombay touche le sol à 2 300 pieds de l'entrée de piste et 200 pieds à droite de son axe, sur un terrain de golf. L'équipage n'a pas réagi aux annonces de la radiosonde en remettant les gaz alors que les conditions météo étaient bonnes. Une erreur de pilotage est attribuée au commandant qui poursuivait l'instruction du copilote |
| 20 janvier 1992   | A320-111        | F-GGED   | 015   | Air Inter                       | 87/96                     | Mont Sainte-Odile                            | Le vol 148 reliant Lyon à Strasbourg s'écrase contre les flancs du Mont Sainte-Odile à une altitude de 2 710 pieds. Durant l'approche, l'équipage programme une valeur "-3,3" dans l'unité de contrôle de vol (FCU) alors que le mode HDG/V/S (heading/vertical speed) est activé, ce qui signifie qu'un taux de descente de 3 300 pieds/min (pour 800 pieds/min tel qu'il aurait fallu) est sélectionné au lieu d'un angle de descente de 3,3 degrés. Il n'était pas équipé de GPWS. 9 personnes ont survécu au crash. |
| 26 aout 1993      | A320-212        | G-KMAM   | 301   | Excalibur Airways               | 0/192                     | Londres                                      | Après son décollage de Londres, l'appareil manifeste une tendance "naturelle" à entamer un tonneau à droite mais qui reste contrôlable et parvient à se poser. Ce comportement est dû au non-respect des procédures de maintenance après le changement d'un volet.[réf. souhaitée] |
| 14 septembre 1993 | A320-211        | D-AIPN   | 105   | Lufthansa                       | 2/70                      | Varsovie                                     | Alors que règnent des conditions de cisaillement de vent, le train principal droit du vol 2904 touche la piste 770 mètres après le seuil, suivi par le train gauche 9 secondes plus tard, à 1 525 mètres du seuil. Ce n'est que lorsque l'amortisseur du train gauche est comprimé qu'est débloqué l'utilisation des spoilers au sol ainsi que les inverseurs de poussée. Les freins de roues n'entrent en action que 4 secondes plus tard. Voyant l'extrémité de la piste, le pilote décide de la quitter par la droite à 72 nœuds avant de heurter un remblai. Un feu se déclare dans l'aile gauche avant de se propager à la cabine.[réf. souhaitée] |
| 19 décembre 1996  | A320-231        | F-OHMK   | 296   | Mexicana                        | 0/92                      | Villahermosa                                 | Par mauvaises conditions météo et fortes pluies, l'Airbus sort de la piste par la gauche et roule ainsi pendant 800 mètres avant de finir sa course contre une structure en béton. Le train avant est fauché. L'appareil sera réparé. [réf. souhaitée] |
| 10 mars 1997      | A320-212        | A40-EM   | 536   | Gulf Air                        | 0/115                     | Abu Dhabi                                    | Des difficultés de contrôle longitudinal rencontrées à la vitesse V1 conduisent l'équipage à annuler le décollage en cours. L'avion dépasse l'extrémité de piste, le train avant est fauché. L'appareil ne revolera plus.[réf. souhaitée] |
| 22 mars 1998      | A320-214        | RP-C3222 | 708   | Philippine Airlines             | 0/130+3                   | Bacolod                                      | Le vol 137 quitte Manille avec les inverseurs de poussée du réacteur no 1 désactivés. Après le toucher des roues, l'inverseur de poussée du réacteur no 2 entre en action tandis que la puissance maximale de décollage est appliquée sur le réacteur gauche (no 1), entraînant une excursion hors de la piste puis son dépassement. [réf. souhaitée] |
| 12 mai 1998       | A320-231        | SU-GBD   | 194   | EgyptAir                        | 0/54                      | Le Caire                                     | L'Airbus A320 venait juste d'atterrir sur la piste 5R (5 droite) lorsqu'il traverse la piste 5L (5 gauche) servant aux décollages. Un Boeing 767 d'Ethiopian Airlines qui prenait son envol emporte plus d'un mètre de la dérive. Le Boeing revient se poser au Caire avec 1 mètre d'aile droite en moins.[réf. souhaitée] |
| 21 mai 1998       | A320-212        | G-UKLL   | 189   | Air UK Leisure                  | 0/187                     | Ibiza                                        | Malgré un début d'atterrissage normal, le vol charter 4064 opérant pour le compte de Sabre Airways ne parvient pas à stopper avant l'extrémité de la piste avant d'effacer le train sur un sol meuble et de heurter un remblai en terre. La perte du système de freinage normal résulte d'un désaccord entre les deux canaux de l'unité de contrôle des freins et de la direction (BSCU) causé par la sélection du mode de freinage "automatique faible intensité de freinage".[réf. souhaitée] |
| 12 février 1999   | A320-211        | F-GJVG   | 270   | Air France                      | 0/169                     | Grenouillet                                  | Collision en vol avec un planeur Grob G.103 (F-CGXB) au-dessus de Grenouillet malgré la tentative d'évitement de la part de l'Airbus en virant vers la droite. L'aile gauche de l'Airbus percute l'extrémité de la gouverne de profondeur du planeur. Les deux aéronefs parviennent à atterrir sains et saufs. L'enquête met en cause l'insuffisance de la surveillance visuelle du trafic de la part des équipages qui n'a pas permis d'éviter l'abordage. |
| 26 octobre 1999   | A320-231        | VT-ESL   | 499   | Indian Airlines                 | 0/92                      | Yangon-Mingaladon Airport                    | L'appareil effectue un atterrissage dur durant une forte averse de pluie, avec présence suspectée de cisaillement de vent, avant de sortir de la piste. Des dommages sont causés au train d'atterrissage avant. L'appareil sera réparé en août 2000.[réf. souhaitée] |
| 11 avril 2000     | A320-231        | F-OHMD   | 433   | Mexicana                        | 0/0                       | Minatitlán                                   | Lors d'une opération d'avitaillement en carburant, le camion citerne démarre, semble-t-il, alors que les tuyaux sont encore connectés, entraînant un feu qui détruit l'appareil.[réf. souhaitée] |
| 23 aout 2000      | A320-212        | A40-EK   | 481   | Gulf Air                        | 143/143                   | Bahreïn                                      | Le vol Gulf Air 072 s'écrase en mer à environ 2 milles nautiques de l'aéroport et une vitesse de 280 nœuds. L'accident résulte d'une combinaison fatale de plusieurs facteurs, dont une première approche manquée (trop rapide et trop haute) suivie d'une orbite hors norme effectuée à basse altitude près de la piste, la passivité du premier officier, une possible désorientation spatiale du commandant de bord lors de la remise de gaz suivant le 360° et l'absence de réaction face aux alarmes du GPWS. D'autres facteurs d'ordre général font état d'un manque de coordination au sein de l'équipage et d'un manque de formation. |
| 7 février 2001    | A320-214        | EC-HKJ   | 1278  | Iberia                          | 0/143                     | Aéroport international de Bilbao             | Lors de son atterrissage, le vol Iberia 1456 enregistre de fortes turbulences avec présence de cisaillement vertical de vent à 200 pieds au-dessus du sol et une forte composante de vent arrière. La combinaison des vents et de l'action du pilote tirant sur le mini-manche provoque le déclenchement du mode de protection alpha. Alors que l'équipage applique la puissance « TOGA » (Take-off / Go-around) et tire sur le manche, la loi de vol limite la gouverne de profondeur. Au lieu d'entamer une remise de gaz, l'appareil percute le sol avec une vitesse verticale de 1200 pieds par minute. Le train avant s'efface et l'appareil glisse sur 3 280 pieds avant de s'arrêter. Cet accident donnera lieu à une modification des lois de vol.[réf. souhaitée]                                                                                          |
| 17 mars 2001      | A320-212        | N357NW   | 830   | Northwest Airlines              | 0/151                     | Detroit                                      | À la suite d'une mauvaise sélection de la valeur du compensateur (-1,7° au lieu de 1,7°) compte tenu d'un centrage arrière, le nez de l'appareil se lève plus tôt que prévu au moment du décollage, vers 110 nœuds. Après avoir tenté de baisser le nez, le commandant réduit les gaz et l'appareil revient sur la piste en touchant de la queue. Il dépasse l'extrémité de la piste de 700 pieds et achève sa course sur du sol boueux. L'un des toboggans d'évacuation ne s'est pas déployé.[réf. souhaitée] |
| 20 mars 2001      | A320-211        | D-AIPW   | 137   | Lufthansa                       | 0/121                     | Francfort                                    | Lors du décollage, l'aile gauche s'enfonce à cause d'une turbulence. Le commandant de bord tente de contrer l'effet en braquant le mini-manche vers la droite mais s'aperçoit qu'il amplifie de phénomène. De son côté, le premier officier prend les commandes et rétablit la situation. L'appareil se pose normalement à Francfort. Deux paires de connecteurs ont été inversés lors d'une opération de maintenance sur le calculateur "Elevator Aileron Computer (ELAC)" no 1.[réf. souhaitée] |
| 24 juillet 2001   | A320-231        | 4R-ABA   | 374   | SriLankan Airlines              | 0/0                       | Colombo                                      | Les rebelles Tamouls lancent une attaque suicide sur l'aéroport de Colombo. Deux Airbus A330 de SriLankan Airlines sont détruits (4R-ALE et 4R-ALF), ainsi que l'Airbus A320 (4R-ABA) et l'A340 (4R-ADD). Les Airbus A340 (4R-ADC) et A320 (4R-ABB) sont endommagés ainsi qu'un nombre indéterminé d'appareils militaires. On dénombre 19 tués dont 14 rebelles, deux membres des forces armées et 3 personnels de l'armée de l'air srilankaise. [réf. souhaitée] |
| 28 aout 2002      | A320-231        | N635AW   | 092   | America West Airlines           | 0/159                     | Phoenix                                      | À la suite de la désactivation d'un inverseur de poussée du réacteur no 1 par une équipe de maintenance, l'appareil est victime d'un phénomène de poussée asymétrique, l'inverseur de poussée étant actif sur le réacteur no 2 tandis que la puissance TOGA est appliquée par inadvertance sur le réacteur gauche. Des dommages sont infligés à la jambe de train avant après sa sortie de piste.[réf. souhaitée] |
| 19 janvier 2003   | A319-114        | N313NB   | 1186  | Northwest Airlines              | 0/2                       | New York-La Guardia                          | L'aile gauche de l'appareil heurte un Boeing 757 lors de son déplacement d'une zone de maintenance à un parking avec deux techniciens aux commandes dont l'un applique une trop forte poussée. L'appareil est hors service.[réf. souhaitée] |
| 21 mars 2003      | A321-131        | B-22603  | 602   | Transasia Airways               | 0/175                     | Tainan                                       | Le vol Transasia Airways 543 provenant de Taipei écrase un véhicule utilitaire sur la piste 36R, blessant deux ouvriers. L'appareil qui a subi des dommages importants au fuselage est hors service.[réf. souhaitée] |
| 26 mai 2003       | A321-231        | G-MIDJ   | 1045  | bmi British Midland             | 0/221                     | Allemagne                                    | Le vol charter 8412 reliant Larnaca à Manchester vole à travers une sévère tempête de grêle au niveau de vol 340. Des dommages sont enregistrés sur le radôme par des grêlons de la taille de balles de golf ainsi que sur le pare brise.[réf. souhaitée] |
| 18 octobre 2004   | A320-232        | B-22310  | 791   | Transasia Airways               | 0/6                       | Taipei                                       | Lors de son atterrissage à Taipei, l'appareil ne parvient pas à s'arrêter à temps et finit sa course sur nez dans un fossé. L'inverseur de poussée du réacteur no 2 défaillant avait été désactivé. L'appareil a été réparé.[réf. souhaitée] |
| 10 mai 2005       | A319-114        | N368NB   | 2039  | Northwest Airlines              | 0/43                      | Minneapolis                                  | L'appareil du vol Northwest 1495 est heurté au sol par le DC-9-51 N763NC en panne hydraulique, le DC-9 passant sous le stabilisateur horizontal avant de toucher la partie arrière de l'aile droite de l'Airbus qui est endommagé d'une manière substantielle. [réf. souhaitée] |
| 21 septembre 2005 | A320-232        | N536JB   | 1784  | JetBlue Airways                 | 0/146                     | Los Angeles                                  | Peu après son décollage de Burbank, une alarme apparaît sur le vol JetBlue 292, indiquant un problème sur l'amortisseur du train d'atterrissage avant, peu après la rentrée du train. Après avoir de nouveau sorti le train et tenté de comprendre la nature du problème, le commandant décide d'effectuer un passage à basse altitude à Long Beach. Le train avant est bien sorti mais les roues sont à 90° par rapport à l'axe de l'avion. Décision est prise d'aller à Los Angeles tout en consommant du carburant pour s'alléger. Le commandant touche la piste à 120 nœuds, commence à freiner normalement à 90 nœuds, et coupe les réacteurs à 60 nœuds. Le train a tenu et les passagers sont évacués normalement malgré l'odeur de caoutchouc. La cause de cet accident revient à une défaillance de fatigue de deux pattes anti-rotation. [réf. souhaitée] |
| 3 mai 2006        | A320-211        | EK-32009 | 547   | Armavia                         | 113/113                   | Sotchi                                       | Le vol Armavia 967 s'écrase dans l'eau à 6 km environ de l'aéroport de Sotchi après avoir entamé une remise de gaz manuelle en approche de la piste 06 de nuit et par mauvaises conditions météo. Le commandant de bord a été victime d'une désorientation spatiale. |
| 5 mai 2006        | A320-211        | EK-32010 | 632   | Armavia                         | 0/0                       | Bruxelles                                    | Endommagé au-delà de toute réparation économique par un feu se déclarant dans le hangar 40 de l'aéroport de Bruxelles. Malgré l'intervention des pompiers, le toit du hangar s'écroule sur 4 appareils subissant des opérations de maintenance. [réf. souhaitée] |
| 5 mai 2006        | A320-211        | EK-32001 | 397   | Armenian International Airways  | 0/0                       | Bruxelles                                    | Endommagé au-delà de toute réparation économique par un feu se déclarant dans le hangar 40 de l'aéroport de Bruxelles. Malgré l'intervention des pompiers, le toit s'écroule sur 4 appareils subissant des opérations de maintenance. L'appareil appartenant à Armenian International Airways avait été loué à Air Arabia.[réf. souhaitée] |
| 5 mai 2006        | A320-232        | SX-BVB   | 1992  | Hellas Jet                      | 0/0                       | Bruxelles                                    | Endommagé au-delà de toute réparation économique par un feu se déclarant dans le hangar 40 de l'aéroport de Bruxelles. Malgré l'intervention des pompiers, le toit s'écroule sur 4 appareils subissant des opérations de maintenance. L'appareil appartenant à Hellas Jet avait été loué à Volare Airlines.[réf. souhaitée] |
| 17 juillet 2007   | A320-233        | PR-MBK   | 789   | TAM Linhas Aéreas               | 187/187+12                | Sao Paulo                                    | Le vol TAM 3054 reliant Porto Alegre à São Paulo ne parvient pas à ralentir suffisamment à l'atterrissage. La piste était surélevée par rapport aux rues et zones résidentielles environnantes, il est probable que l'appareil a repris l'air quelques instants avant de franchir le périmètre de l'aéroport, de traverser une autoroute bondée et de s'écraser en flammes contre un bâtiment en béton. L'inverseur de poussée du réacteur droit avait été désactivé avant le vol fatal. La piste était rendue glissante par la présence de pluie. |
| 26 octobre 2007   | A320-214        | RP-C3224 | 753   | Philippine Airlines             | 0/6                       |                                              | Le vol 475 provenant de Manille dépasse l'extrémité de la piste lors de son atterrissage à Butuan. L'appareil qui finit sa course le long d'une faible pente puis entre des arbres, est fortement endommagé.[réf. souhaitée] |
| 4 mai 2008        | A321-231        | AP-BJA ? |       | Airblue                         | 0/?                       | Quetta                                       | L'appareil touche la piste avec sa queue à l'atterrissage. Il est endommagé[réf. souhaitée] |
| 30 mai 2008       | A320-233        | EI-TAF   | 1374  | Taca International Airlines     | 3/124+2                   | Tegucigalpa                                  | Le vol 390 reliant San Salvador à Miami avec escale à Tegucigalpa, au Honduras, ne parvient pas à s'arrêter à l'atterrissage. Il finit sa course contre un remblai après avoir traversé une route. L'appareil est hors service.[réf. souhaitée] |
| 27 novembre 2008  | A320-232        | D-AXLA   | 2500  | Air New Zealand                 | 7/7                       | Canet-en-Roussillon                          | Loué par Air New Zealand auprès de XL Airways Germany depuis mai 2006, l'appareil du vol 888T, qui venait de subir une opération de maintenance chez EAS Industries sur l'aéroport de Perpignan, s'écrase en mer à 7 km environ au large de Canet-en-Roussillon. L'appareil aurait effectué un vol d'essai le matin même. À bord étaient présents deux pilotes d'XL Airways, un pilote chevronné et trois ingénieurs d'Air New Zealand et un inspecteur néo-zélandais de la Civil Aviation Authority. Le contact a été perdu alors que l'appareil était à 3 500 pieds. Un contrôleur indique avoir vu l'appareil en descente rapide et en virage rapide peu avant l'impact. |
| 15 janvier 2009   | A320            | N106US   | 1044  | US Airways                      | 0/155                     | New York                                     | L'Airbus A320 effectuant le vol 1549 s'est posé sur l'Hudson River, à New York après une double panne moteur qui serait due à une collision avec des oiseaux. Toutes les personnes à bord sont sorties de l'avion. Voir : vol US Airways 1549 |
| 28 juillet 2010   | A321-231        | AP-BJB   | 1218  | Airblue                         | 152/152                   | Islamabad                                    | L'Airbus A321 du vol 202, qui effectuait une liaison entre Karachi et Islamabad, s'est écrasé alors qu'il entamait sa phase d'approche. Les conditions météorologiques étaient très mauvaises au moment du crash qui a tué les 146 passagers et les six membres d'équipage.[réf. souhaitée] |
| 13 mars 2014      | A320            |          | 1702  | US Airways                      | 0/?                       | Philadelphie                                 | Un Airbus A320 opérant le vol 1702 entre Philadelphie et Fort Lauderdale rate son décollage à l’aéroport international de Philadelphie. Son train d'atterrissage avant s'est affaissé après l'explosion de l'un des pneus. L'avion s'est alors incliné vers l'avant et finit son décollage sur le ventre, dans l'herbe, les pilotes ayant interrompu la procédure. L'incident fut spectaculaire mais ne fit aucun blessé. |
| 28 décembre 2014  | A320            | PK-AXC   | 8501  | AirAsia                         | 162/162                   | ?                                            | Un Airbus A320-200 opérant le vol 8501 effectuant la liaison entre Surabaya (Indonésie) et Singapour perd le contact avec les autorités aériennes à 6h17 heures locale. L'avion, transportant 162 personnes dont 7 membres d'équipage, avait demandé à être dérouté pour raison météo peu avant la perte de contact. L'agence nationale indonésienne de recherches et secours estime que l'appareil se trouve «au fond de la mer». |
| 30 décembre 2014  | A320-200        | RP-C8972 | 7054  | AirAsia                         | 0/?                       | Kalibo                                       | Un Airbus A320-200 opérant le vol DG7054 entre Manille à Kalibo, aux Philippines, sort de piste lors de son atterrissage à la suite de violents vents. Les 159 passagers ont pu être évacués sans encombre. L'avion a terminé sa course le nez au sol et a, par conséquent, subi des dégâts importants. |
| 24 mars 2015      | A320-211        | D-AIPX   | 148   | German Wings                    | 150/150                   | Prads Haute Bléone                           | Un A320-211 de la compagnie aérienne Germanwings, filiale de Lufthansa, baptisé Manheim et opérant le vol 9525 de Barcelone à Düsseldorf, s'est écrasé en France dans les Alpes-de-Haute-Provence, au lieu-dit « Les Trois Evéchés », sur la commune de Prads Haute Bléone, entre Digne-les-Bains et Barcelonnette. L'appareil appartenait à la filiale moyen-courrier de Lufthansa et avait fait son premier vol en 1990. Il embarquait 150 personnes, aucune n'a survécu. |
| 29 mars 2015      | A320-211        | C-FTJP   | 233   | Air Canada                      | 0/138                     | Halifax                                      | Le vol Air Canada 624 descend trop rapidement alors qu'il tente de se poser pendant une tempête de neige, avec une faible visibilité. Il touche le sol avant la piste et heurte les balises de radioguidage, il perd ses trains d'atterrissage et un de ses moteurs. L'appareil est retiré du service.[réf. souhaitée] |
| 31 octobre 2015   | A321-231        | EI-ETJ   | 9268  | Metrojet                        | 224/224                   | Sinaï                                        | Un Airbus A321-231 de la compagnie Kogalymavia (nom commercial de la compagnie aérienne russe Kogalymavia, anciennement Kolavia) opérant le vol 9268 au départ de l'aéroport international de Charm el-Cheikh et à destination de Saint-Pétersbourg s'écrase dans le centre du Sinaï, péninsule égyptienne, peu après avoir atteint son altitude de croisière. Une bombe artisanale d'une puissance équivalente à 1 kg de TNT a été déclenchée en vol après avoir été introduite dans l'avion par le groupe terroriste Etat Islamique. |
| 19 mai 2016       | A320-232        | SU-GCC   | 2088  | EgyptAir                        | 66/66                     | île de Karpathos                             | Le vol 804 reliant Paris au Caire s’abîme en mer Méditerranée après avoir soudainement disparu des écrans radar à une altitude de 37.000 pieds (11.250 mètres), sans passer d’appel de détresse. Le lieu du crash se situe au large de Karpathos, une île située entre Rhodes et la Crète, dans une zone de l’espace aérien égyptien. Les 66 personnes à bord, dont 40 Egyptiens et 15 Français, sont tuées. |
| 14 mai 2018       | A319-133        | B-6419   | 4660  | Sichuan Airlines                | 0/128                     | Province du Sichuan                          | Le vol 8633 est contraint d'effectuer un atterrissage d'urgence à Chengdu, en Chine, après la rupture en plein vol de l'un des pare-brises du poste de pilotage. Au cours de la décompression explosive, le copilote se retrouve partiellement aspiré hors de l'avion, mais environ trente-cinq minutes après l'incident, les pilotes parviennent à atterrir en toute sécurité |
| 22 mai 2020       | A320-214        | AP-BLD   | 8303  | Pakistan International Airlines | 97/99 + 11 blessés au sol | Karachi                                      | Le vol 8303 reliant Lahore et Karachi s'écrase a proximité de la piste. Après une approche trop haute les pilotes oublient de sortir le train d'atterrissage et raclent la piste avec les deux moteurs puis remettent les gaz. Les deux moteurs tombent en panne rapidement à la suite des dégâts (pompes à huile et carburant endommagées) et l'avion ne parvient pas a revenir sur la piste et s’écrase en pleine ville. |
| 26 janvier 2021   | A320-251N       | TC-NBH   | PC939 | Pegasus                         | 0                         | Mulhouse                                     | Le vol PC939 se pose avec le train avant tourné à 90°. Les pneus explosent mais l'avion reste sur la piste. |
| 12 mai 2022       | A319-115        | B-6425   | 5157  | Tibet Airlines                  | 0/122                     | Aéroport international de Chongqing-Jiangbei | Alors en pleine accélération pour le décollage, le vol Tibet Airlines 9833 se déporte sur la gauche de la piste, traversant un runway parallèle et s’immobilisant dans l’herbe. Il perd ses deux moteurs et son train d’atterrissage. Un incendie se déclare alors à l’avant de l’avion, le rendant irréparable. |
| 23 mai 2022       | Airbus A320-214 | 9H-EMU   | 1087  | Airhub Airlines                 | 0/178                     | Aéroport de Paris-Charles-de-Gaulle          | Alors que l'avion volait avec une visibilité nulle et selon les règles de vol aux instruments, le contrôle aérien a fourni aux pilotes des paramètres de calibrage des instruments de bord incorrects entraînant une descente sous la trajectoire prévue lors de la phase d'atterrissage. Les pilotes n'étaient pas conscients qu'ils étaient descendus à une altitude de quinze mètres au dessus du sol lorsqu'ils sont arrivés à l'altitude de décision. Ne voyant pas la piste, les pilotes n'ont pas poursuivit l’atterrissage et ont remis les gaz. L'avion était alors à environ deux mètres de hauteur et à une distance d'un kilomètre et demi du seuil de piste, en dehors des limites de l'aéroport Paris-Charles-de-Gaulle. |
| 2 septembre 2022  | A320-251        |          | 1492  | TAP Air Portugal                | 0/77+2                    | Aéroport international Ahmed-Sékou-Touré     | le moteur 2 du vol 1492 de TAP Air Portugal, un Airbus A320neo, a heurté une moto lors de la course à l'atterrissage de l'avion. Les deux motards ont péri; personne à bord de l'avion n'a été blessé. Le moteur 2 de l'avion a été endommagé par la collision,. voir plus Vol TAP Air Portugal 1492 |
| Total: 47         |                 |          |       |                                 | 1505 + ?                  |                                              | |

## Divers
Signalons également un incident tragicomique survenu le 22 octobre 1993 à l'Airbus A320 qui assurait le vol IT5903 de la compagnie intérieure française Air Inter. Lors d'une grève d'une partie du personnel de l'aéroport d'Orly, le commandant de bord décide de s'envoler après avoir été maintenu au sol par les grévistes, poursuivi par ces derniers. Il décolle dans la précipitation, rentre les volets et les becs de bord d'attaque. Remarquant un bruit aérodynamique anormal, il porte la main vers les leviers de commande du train mais coupe les réacteurs au lieu de... rentrer le train. On a suggéré que ce faisant, il avait peut-être reproduit machinalement une séquence connue pour obtenir plus rapidement la réinitialisation du système lors des entraînements au simulateur. Finalement, l'équipage parvient à relancer les moteurs et à se rétablir en vol normal, mais le contrôle lui ordonne de revenir se poser à Orly. Ce vol était ce jour-là à destination de Lourdes. Selon l'INA, Dalil Boubakeur et d'autres dignitaires religieux se rendaient là-bas pour participer à une conférence sur les miracles.